# Caselle Torinese
Caselle Torinese (Caseli in piemontese) è un comune italiano di 13 738 abitanti della città metropolitana di Torino in Piemonte.
Si trova a est rispetto al fiume Stura di Lanzo, a circa 22 km a nord di Torino.

## Storia
Caselle venne fondata dai Romani con il nome di Casellum, perché sede della riscossione del pedaggio sulla strada che si snodava verso le Valli di Lanzo.

### Disastro aereo del 1974
Il 1º gennaio 1974 un volo dell'Itavia, contrassegnato come IH897, durante la fase di avvicinamento all'aeroporto iniziò a perdere quota, precipitando sopra una cascina in costruzione, a poche decine di metri dall'area perimetrale dell'aerostazione. Sull'aereo, partito da Cagliari Elmas e diretto a Ginevra, erano imbarcati 38 passeggeri, 35 dei quali perirono, più 4 membri di equipaggio, di cui 3 morirono nel disastro.

### Simboli
Lo stemma e il gonfalone del comune di Caselle Torinese erano stati concessi con decreto del presidente della Repubblica del 15 aprile 1996.
Il simbolo di Caselle, formato da quattro case con campo rosso e croce bianca, rappresenta le quattro famiglie che secondo la tradizione sarebbero sopravvissute alla peste che colpì la zona nel Medioevo. In passato lo stemma si presentava con leggere differenze: Di rosso, alla croce di argento accantonata da quattro case munite, a destra, di una torre coperta, il tutto d'argento. Cimiero: la figura di S. Giorgio.
Il gonfalone è un drappo di bianco.

## Monumenti e luoghi d'interesse
Due sono le chiese parrocchiali: 
- la più antica è quella di San Giovanni Evangelista, in cui è custodita la statua della Vergine Addolorata, molto venerata, e portata in processione in occasione della festa patronale che si svolge nel mese di settembre
- la Chiesa di Santa Maria Assunta è più recente

Altri edifici di interesse storico e culturale sono: 
- Palazzo Mosca, sede del Consiglio Comunale
- Chiesa dei Battuti (esempio di barocco piemontese)
- Chiesa della Madonnina

## Società

### Evoluzione demografica
Negli ultimi sessanta anni, a partire dal 1961, la popolazione residente è raddoppiata.
Abitanti censiti

### Etnie e minoranze straniere
Al 31 dicembre 2022 gli stranieri presenti sono 927, pari al 6,71 della popolazione.

## Economia
Presso l'Aeroporto di Caselle sono presenti due stabilimenti, Caselle Nord e Caselle Sud, che impiegano circa 1850 addetti. Confinanti con l’aeroporto cittadino, gli stabilimenti si estendono su una superficie di 700.000 mq di cui circa 67.000 coperti. Le attività svolte nei siti riguardano principalmente l’assemblaggio e l’integrazione finale di velivoli da difesa, caccia e da trasporto e la messa in linea di volo di prototipi e velivoli di serie. In particolare, le attività sono dedicate alla produzione di sistemi avionici e di importanti componenti per velivoli militari e business jet, al montaggio e integrazione finale, all’allestimento per le 
prove di volo, alla consegna e certificazione dei velivoli e alla revisione, manutenzione, modifica e supporto logistico (comprensivo del training per i piloti) di aerei militari. 
Il sito di Caselle Nord ospita la produzione e gli assemblaggi finali dei velivoli da difesa o da trasporto militare: Eurofighter Typhoon, C-27J, Atr, Tornado, AMX, Falcon 2000 (fusoliera posteriore).

## Infrastrutture e trasporti

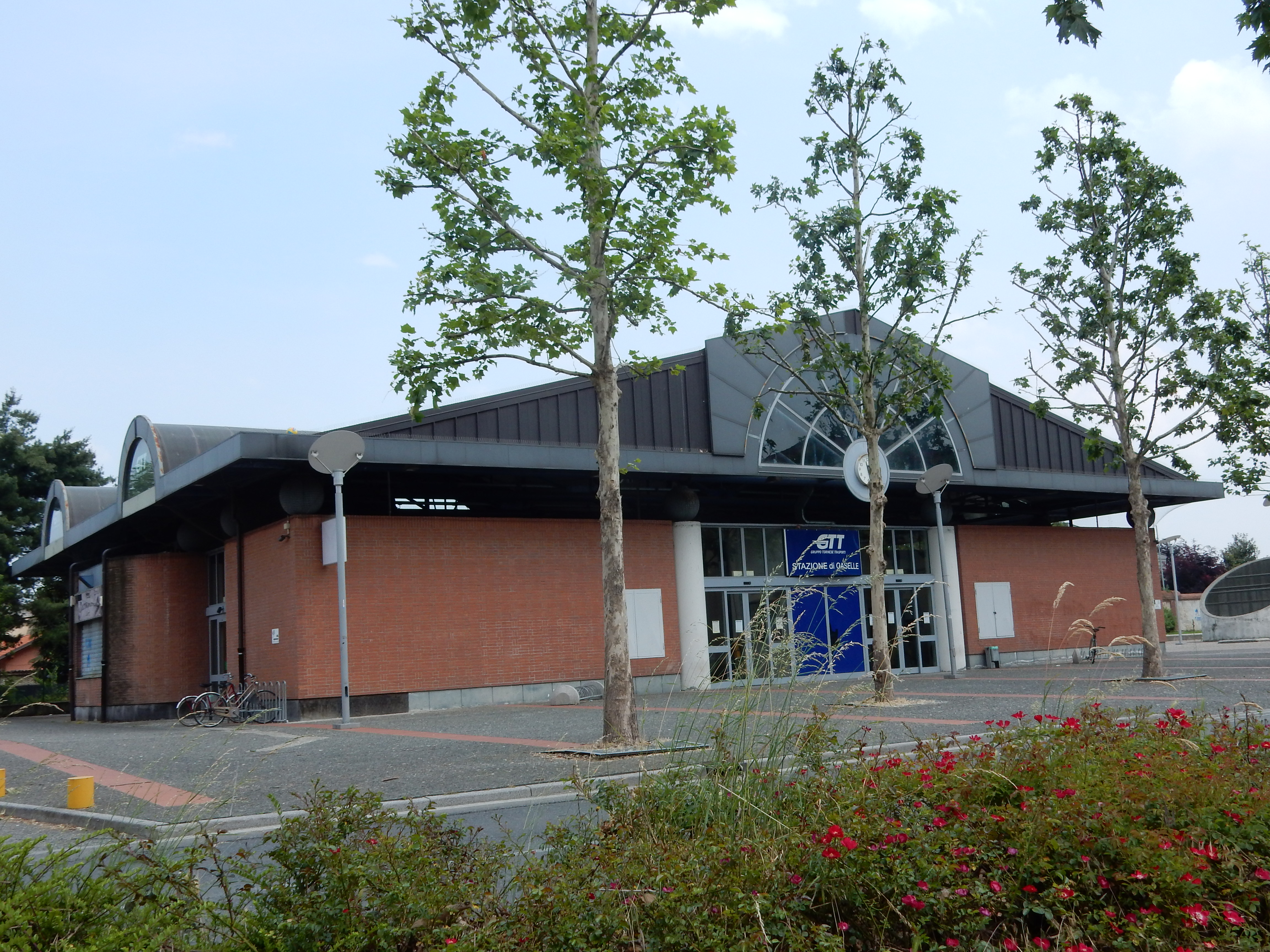
Nuova stazione di Caselle

- Caselle è sede dell'Aeroporto Internazionale "Sandro Pertini" della Città di Torino (sigla IATA=TRN), inaugurato nel 1953 e gestito dalla SAGAT spa. Prima della 2ª guerra mondiale vi era basato uno stormo di aerei "caccia".
- Nel centro abitato è presente la stazione ferroviaria della Ferrovia Torino-Ceres.

## Amministrazione

### Cronotassi dei sindaci
| Periodo        | Periodo        | Primo cittadino            | Partito             | Carica  | Note |
| -------------- | -------------- | -------------------------- | ------------------- | ------- | ---- |
| 29 maggio 2007 | 6 maggio 2012  | Giuseppe Marsaglia Cagnola | Centro-sinistra     | Sindaco |      |
| 7 maggio 2012  | 11 giugno 2017 | Luca Baracco               | Partito Democratico | Sindaco |      |
| 11 giugno 2017 | 13 giugno 2022 | Luca Baracco               | Partito Democratico | Sindaco |      |
| 13 giugno 2022 | in carica      | Giuseppe Marsaglia Cagnola | Centro-sinistra     | Sindaco |      |

### Gemellaggi
Morteros, dal 2006

## Sport

### Calcio
La principale squadra di calcio della città è l'U.S.D. Caselle Calcio, fondata nel 1908 e militante in Prima Categoria del Piemonte-Valle d'Aosta.